# O Convento
O Convento é um filme luso-francês, uma longa-metragem de ficção realizada por Manoel de Oliveira no ano de 1995.  É baseado na obra As Terras do Risco de Agustina Bessa-Luís.
Participam duas estrelas de dimensão internacional: Catherine Deneuve e John Malkovich.

## Enredo
Um investigador americano visita Portugal, a propósito de uma tese inovadora sobre a verdadeira nacionalidade de Shakespeare. O filme é uma alegoria complexa sobre a luta entre o Bem e o Mal e as suas figuras no mundo dos homens e das mulheres. 

## Prémios[2]
Festival de Cannes
| Ano  | Categoria     | Resultado |
| ---- | ------------- | --------- |
| 1995 | Palma de Ouro | Nomeado   |

Sitges Film Festival
| Ano  | Categoria                                                           | Resultado |
| ---- | ------------------------------------------------------------------- | --------- |
| 1995 | Prize of the Catalan Screenwriter's Critic and Writer's Association | Vencedor  |